# ۱۳۶۳ (خورشیدی)
سال ۱۳۶۳ هجری خورشیدی، سالی عادی است.

## رویدادها
- ۲۶ فروردین: انتخابات دومین دوره مجلس شورای اسلامی
- ۷ اسفند: تأسیس سازمان مطالعه و تدوین کتب علوم انسانی دانشگاه‌ها (سمت)
- ۱۷ اسفند: بمباران هوایی پیرانشهر

## زادروزها
- ۱۳ فروردین - شیث رضایی، ورزشکار و فوتبالیست
- ۲۲ اردیبهشت - سجاد انوشیروانی، ورزشکار و وزنه‌بردار
- ۱۸ خرداد - صابر ابر، بازیگر
- ۳۱ خرداد - امیر جدیدی، بازیگر
- ۱۴ تیر - بهاره افشاری، بازیگر و طراح لباس
- ۷ تیر - الناز شاکردوست، بازیگر
- ۱۴ تیر - نرجس امامقلی‌نژاد، از اعضای تیم ملی تیراندازی
- ۲۷ تیر - محسن بیات، فوتبالیست
- ۲ مرداد - پگاه آهنگرانی، بازیگر، مستندساز

۱۲ مرداد - حصین، خواننده رپ
- ۲۰ مرداد - مرتضی پاشایی، خواننده، آهنگساز، نوازنده و تنظیم کننده موسیقی پاپ ایرانی.(درگذشته ۱۳۹۳)
- ۳ شهریور - رضا یزدانی، کشتی‌گیر
- ۷ آبان - احسان خواجه‌امیری، خواننده پاپ
- ۱۰ آبان - محمد ابراهیمی ورزشکار و فوتبالیست
- ۹ آذر -   آزاده نامداری، مجری
- ۱۶ آذر - سمیرا حسن‌پور، بازیگر
- ۲۴ آذر - مهراد هیدن، خواننده رپ
- ۲۹ آذر - سیاوش خیرابی، بازیگر
- ۱ دی - مازیار زارع، ورزشکار و فوتبالیست
- ۳۰ دی - احسان حدادی، ورزشکار و پرتاب گر دیسک
- ۱ بهمن - سیاوش اکبرپور، فوتبالیست
- ۱۵ بهمن - محمدرضا امیرصادقی، بازیگر و کارگردان
- 3 اسفند - محمد هنرجو ، شهروند معمولی
- ۸ اسفند - حسین پاپی، فوتبالیست

## درگذشت‌ها
- ایراندخت، بزرگترین فرزند احمدشاه قاجار (زاده ۱۲۹۴)
- ۱۳ اردیبهشت - محمد تقی کهنمویی، بازیگر
- ۲۴ اردیبهشت - حبیب یغمایی، شاعر
- ۱۸ مرداد - ابوالقاسم پاینده، نویسنده و مترجم
- ۲۸ مرداد - آذر اندامی، پژوهشگر انستیتو پاستور ایران؛ که به خاطر خدمات علمی و انسانی او یکی از حفره‌های برخوردی روی سیاره ناهید به نام وی اندامی نامگذاری شده‌است. (زاده ۱۳۰۵)
- ۴ مهر - محمود تفضلی، مترجم
- ۱۹ مهر - آیت‌الله میرزا خلیل کمره‌ای، نویسنده، محقق و فیلسوف الهی
- ۱۹ مهر - سید کریم امیری فیروزکوهی، شاعر
- ۳ آذر - محمود کریمی، موسیقی‌دان
- ۱۲ آذر - بهرام صادقی، نویسنده
- ۲۰ دی - غلام‌عباس آرام، سیاستمدار و از وزیران امور خارجه ایران در دوره پهلوی.
- ۲۰ دی - احمد خوانساری، شیعه و مرجع تقلید
- ۲۲ اسفند - حسین گل‌گلاب، شاعر
- ۲۵ اسفند - مهدی باکری، فرمانده سپاه
- ۲۶ اسفند - علی‌اکبر شهنازی، نوازنده